# Zlín (přírodní rezervace)
Přírodní rezervace Zlín je chráněné území, které se nachází jihozápadně od obce Snopoušovy v okrese Plzeň–jih. Rozprostírá se na hřbetu vrchu Zlín ve výšce 385,6 metrů. v lesní oblasti Západočeská pahorkatina. Celková rozloha přírodní rezervace je 17,7455 ha a zabírá část tří katastrálních území – katastrální území obcí Lišice, Snopoušovy a Krasavce.
Území spadá do lesní hospodářské oblasti Přeštice, které spravuje obec z rozšířenou působností Přeštice. Hlavním předmětem ochrany na tomto území je ochrana teplomilného smíšeného lesa s bohatými porosty hájové vegetace a teplomilné doubravy s výskytem několika druhů zvláště chráněných a vzácných rostlin. Oblast spravuje Krajský úřad Plzeňského kraje.

## Lokalita

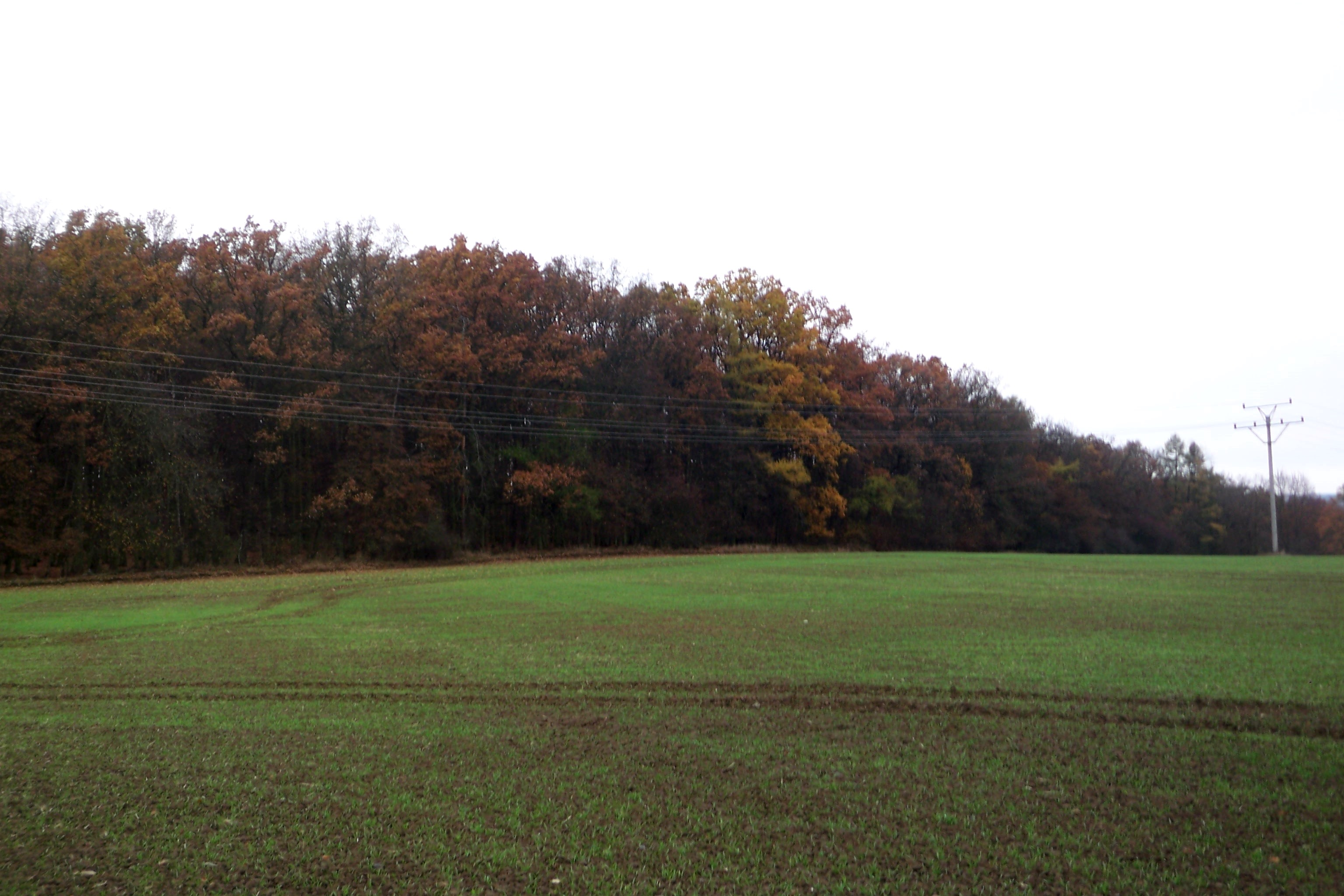
Celkový pohled na přírodní rezervaci Zlín.

Oblast leží v Západočeské vrchovině v Plzeňském kraji, konkrétně v oblasti Plzeň-jih, na pravém břehu řeky Úhlavy, 4,5 kilometru od Přeštic. Nachází se mezi poli společně s jižněji ležícím vrchem Holý Zlín. K tomuto území nevede žádná značená turistická stezka. Nejsnáze se k rezervaci lze dostat ze silnice spojující Snopoušovy a Krasavce, nebo po cestě vedoucí od řeky z obce Dolní Lukavice.

## Historie
Území, kde se dnes nachází přírodní rezervace Zlín, bylo ve 13. století součástí statku Dolní Lukavice. V 16. století oblast vlastnilo panství Příchovice. Nejstarší dochovaná zmínka o založení lesa na kopci Zlín je z roku 1630. Od 17. století připadlo území Švihovským z Riesenburka, od 18. století byl tento les využíván jako bažantnice a lesopark. V 19. století vlastnil les hrabě Schönborn. Po válce jej začínají spravovat Západočeské státní lesy a později Lesy České republiky Od roku 1964 je rezervace jakožto i okolí majetkem JZD Dolní Lukavice. V současnosti je ve vlastnictví několika soukromých osob.
Jako přírodní rezervace bylo toto území vyhlášeno výnosem Ministerstva školství a kultury (č. j. 34. 698/65-V/2) dne 13. srpna 1965.V roce 2000 byl zřizovací předpis aktualizován Nařízením Okresního úřadu Plzeň-jih.

## Přírodní poměry
Přírodní rezervace Zlín pokrývá prakticky celý stejnojmenný vrch náležející do Švihovské vrchoviny / Radyňská pahokratina / Kamýcká pahorkatina / Vodokrtská vrchovina / Snopoušovská část Území je součástí geomorfologického celku Švihovská vrchovina, v oblasti Plzeňské pahorkatiny. Nachází se v oblasti mírně teplé (MT11).

### Geologie
Geologické podloží tvoří velké těleso metabazaltů (spilitů) svrchního proterozoika, které tvoří na území drobné skalní výchozy. Povrch je protkán kyselými kambizeměmi s příměsí rankerů a litozemí. Území patří do soustavy Český masiv, do středočeské oblasti (bohemikum), region Barrandien. Patří do jednotky proterozoikum Barrandienu a do subjednotky kralupsko-zbraslavské.

### Flóra

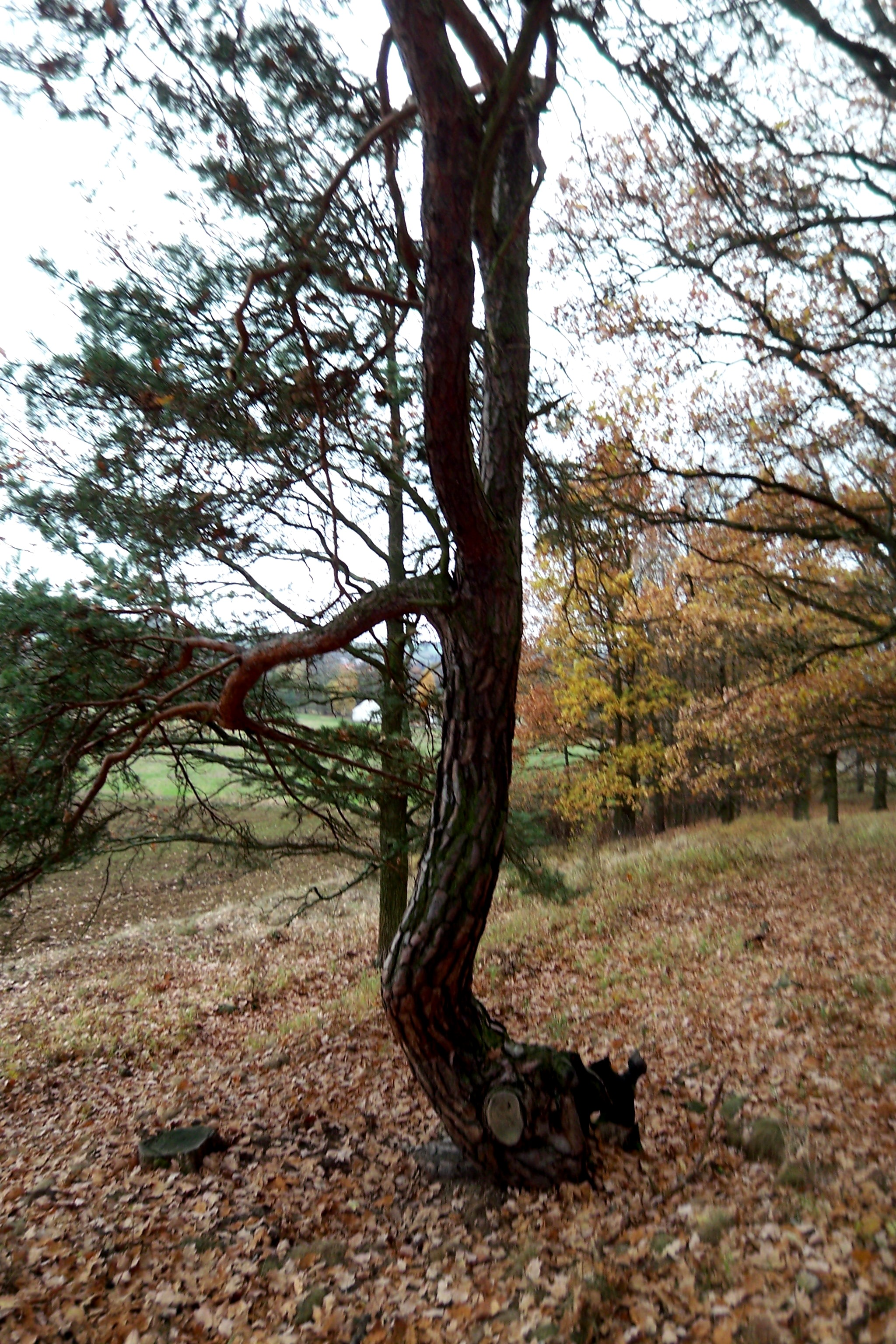
Borovice lesní

Přírodní rezervace Zlín je pokryta teplomilnou mochnovou doubravou Potentillo albae-Quercetum s dubem zimním (Quercus petraea), dubem letním (Quercus robur), habrem obecným (Carpinus betulus) a borovicí lesní (Pinus sylvestris). Další důležitou přirozenou skladbou rezervace je dubohabřina svazu Carpinion, která se nachází na severním a východním svahu rezervace. Z flóry zde můžeme nalézt medovník velkokvětý (Melittis melissophyllum), skalník celokrajný, konvalinku vonnou (Convallaria majalis), kokořík mnohokvětý (Polygonatum multiflorum), kokořík vonný (Polygonatum odoratum), jetel alpínský (Trifolium alpestre), smldník jelení (Peucedanum cervaria), pupavu obecnou prostřední (Carlina vulgaris subsp. intermedia), i pupavu biebersteinovu, bojínek tuhý (Phleum phleoides), růži keltskou (Rosa gallica), černohlávek velkokvětý (Prunella grandiflora), jaterník trojlaločný (Hepatica nobilis), plicník úzkolistý (Pulmonaria angustifolia), plicník tmavý (Pulmonaria obscura), zimostrázek alpský (Polygaloides chamaebuxus), bělozářku liliovitou (Anthericum liliago), řimbabu chocholičnatou (Pyrethrum corymbosum), zvonek broskvolistý (Campanula persicifolia), lilii zlatohlávek (Lilium martagon) a hvozdík pyšný pravý (Dianthus superbus subsp. superbus).

### Fauna
Skladby fauny je ovlivněna přítomným ekotonem, tedy přechodem mezi lesem a zemědělskou krajinou. Nachází se zde mnoho odumřelého dřeva, což je vítaným faktorem pro rozvoj bezobratlých živočichů. Je tu také velké množství doupných stromů, což napomáhá rozvoji ptactva a jejich hnízdění. Při entomologickém průzkumu bylo zjištěno 300 druhů hmyzu, z nich 75 druhů nosatců (Curculio pellitus, Coeliodes dryados) a 58 druhů nočních i denních motýlů. Rezervace poskytuje významné útočiště quercikolních druhů, které jsou typické pro teplé doubravy. Například jsou to zástupci tesaříků (Pedostrangalia revesrita, Anaesthetis testacea), kozlíků (Mesosa nebulosa), nosatců (Lasiorhynchites cavifrons), steháčů (Oedemra podagrariae) a drabčíků (Plarydracus chalcocephalus).

## Hospodaření

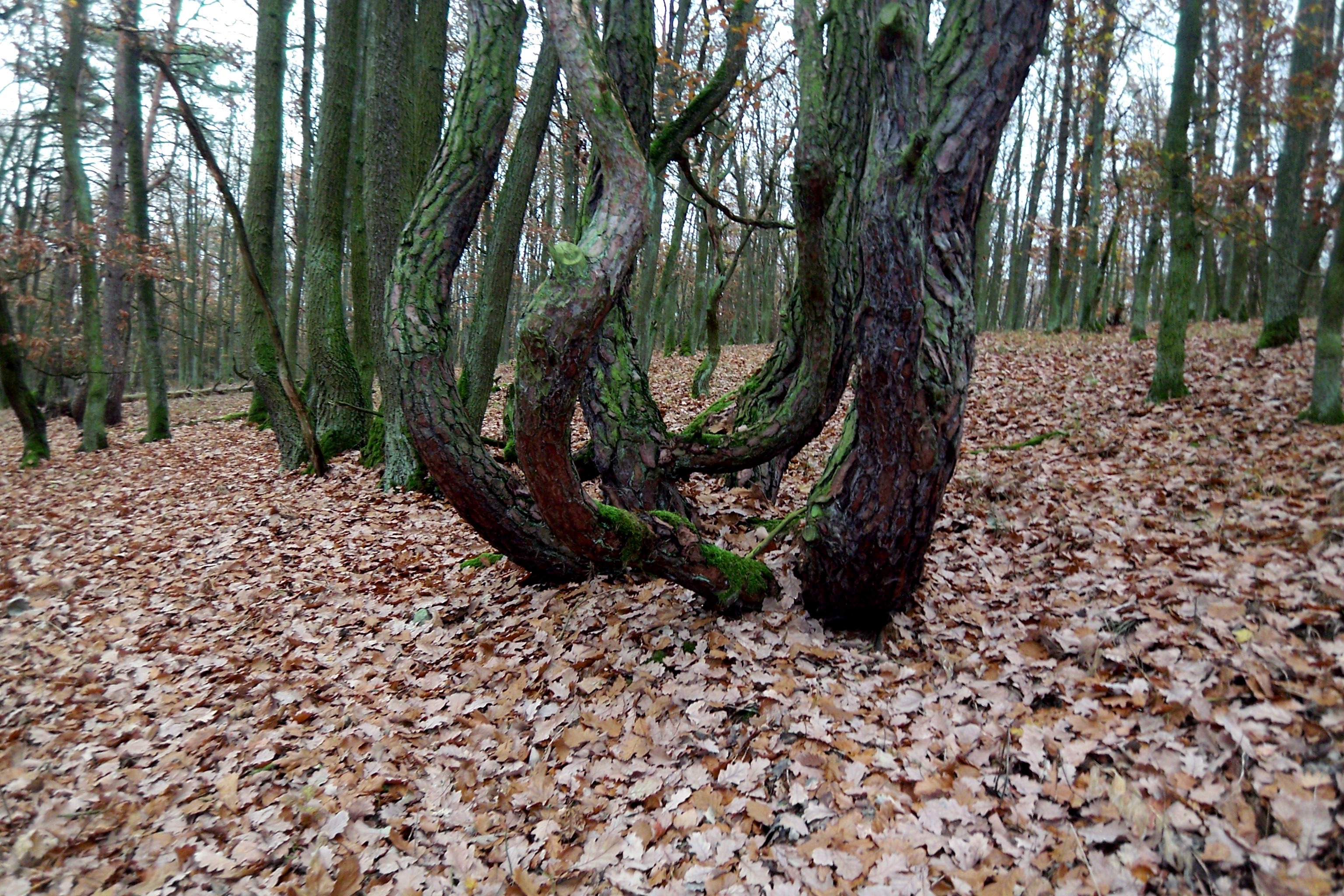
Strom poškozený okusem vysoké zvěře

Skladba porostu je tvořena převážně duby ve věku osmdesát let s příměsí habru. V porostu najdeme i stromy staré 60 a 100 let. Dříve byl les vychováván k účelům bažantnice. V severní části rezervace byla vysázena smrková monokultura, uvnitř rezervace byly také vysazeny modříny, borovice a trnovník akát. Vzrostlé stromy mají patrné pozůstatky po okusu zvěře.

## Ohrožení

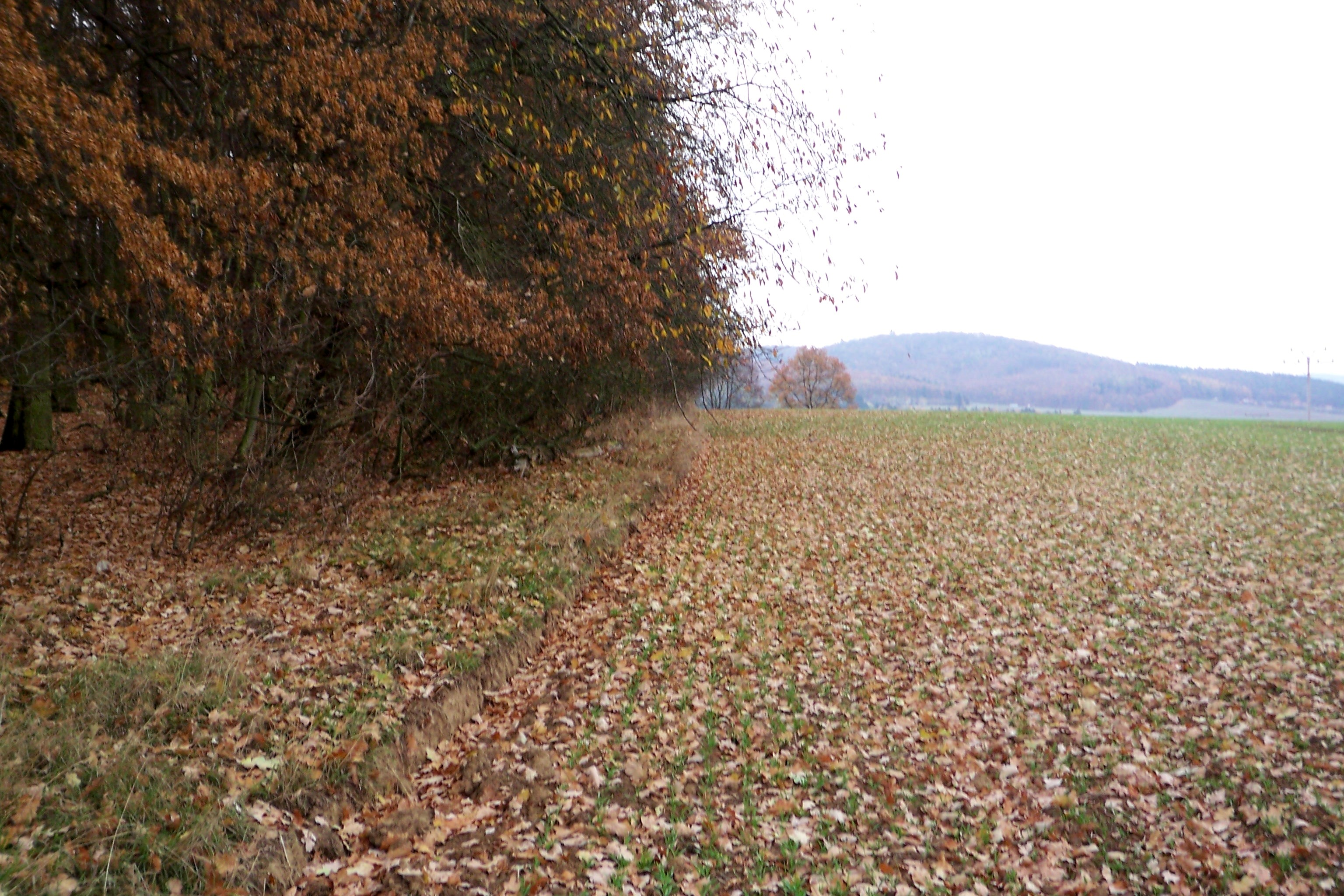
Ekotonové rozhraní mezi přírodní rezervací a zemědělskou krajinou.

Mezi hlavní ohrožení této přírodní rezervace je narušení přirozené skladby teplomilné doubravy smrkovou monokulturou, která zde byla vysazena za účelem zkvalitnění bažantnice. Na okrajích rezervace vzniká problém se zarůstáním teplomilných trávníků. Uvnitř vegetace lze nalézt také trnovník akát (Robinia pseudoacacia), který patří mezi nepůvodní a invazivní vegetaci. Mezi největší ohrožení lze považovat eutrofizaci z nadměrného zemědělského hospodaření na přilehlých polích, které zcela obklopují rezervaci. Eutrofizace ovlivňuje skladbu vegetace na okrajích rezervace, které plní funkci teplomilných trávníků. Mezi další ohrožení patří například nevhodná myslivecká péče, tedy přemnožení vysoké zvěře. Problémem je také nedodržení ochranného pásma, které je v tomto případě podle zákona 114/1992 Sb. 50 m od hranic rezervace.

## Ochrana
Mezi prioritní zájmy v ochraně o toto území lze zařadit snahu o redukci smrkové monokultury, a to přirozenou selekcí. Nutné je také redukovat porost zimolezu, který zabraňuje rozvoj bylinného patra. Důležitou součást ochrany tvoří dotváření rozvolněnějšího zakmenění porostu a ponechávání alespoň 10 % odumřelého dřeva v porostu pro rozvoj bezobratlé fauny.